# Сизов, Антон Романович
Антон Романович Сизов (род. 24 июля 1995, Можайск, Московская область) — российский хоккеист, защитник. Мастер спорта России (2024).

## Биография
Начинал заниматься боксом, как и отец. С семи лет стал заниматься хоккеем, через год в Можайске построили дворец спорта «Багратион». С 11 лет — в «Атланте» Мытищи. В 2011—2012 годах занимался в школе «Русь». В сезоне 2012/13 дебютировал в МХЛ за фарм-клуб «Северстали» «Алмаз». 6 ноября 2024 года в гостевом матче против «Автомобилиста» (5:3) дебютировал в КХЛ, проведя единственный матч в сезоне. В сезоне 2015/16 сыграл 18 матчей в КХЛ, 27 за «Ижсталь» в ВХЛ и 23 за «Алмаз». В сезоне 2016/17 провёл 37 матчей за «Северсталь» и пять матчей в плей-офф ВХЛ. Следующий сезон полностью провёл в «Ижстали», восстановившись к ноябрю от последствий аварии, в которую попал весной. В июле 2018 года был на просмотре в «Адмирале», но оказался в клубе ВХЛ «СКА-Нева». 21 декабря 2018 года был обменян обратно в «Северсталь». В конце 2020 года был откомандирован в клуб ВХЛ «Молот-Прикамье» Пермь. Сезон 2021/22 начал в тюменском «Рубине», 16 декабря подписал контракт с пензенским «Дизелем». Перед сезоном 2022/23 подписал контракт с нижегородским «Торпедо». 24 декабря 2023 года продлил соглашение до 30 апреля 2025 года. С середины января 2024 года главный тренер Игорь Ларионов перестал ставить Сизова в состав. По одной из версий это произошло из-за конфликта Сизова с Игорем Ларионовым-младшим. 28 августа 2024 года Сизов вначале был обменян на денежную компенсацию в магнитогорский «Металлург», а через несколько часов — обменян из «Металлурга» в «Динамо» Москва.